# Sent Pardol de la Ribiera
Sent Pardol la Ribiera (en francès Saint-Pardoux-la-Rivière) és un municipi francès situat al departament de la Dordonya i a la regió de la Nova Aquitània.

## Demografia
| 1962                                       | 1968  | 1975  | 1982  | 1990  | 1999  | 2007  |
| ------------------------------------------ | ----- | ----- | ----- | ----- | ----- | ----- |
| 1.453                                      | 1.360 | 1.347 | 1.309 | 1.174 | 1.088 | 1.149 |
| Des de 1962: població sense dobles comptes |       |       |       |       |       |       |

## Administració
| Període | Identitat       | Partit |
| ------- | --------------- | ------ |
| 2001-   | Maurice Combeau |        |

## Agermanaments
- Sainte-Mélanie